# Голубцово (остановочный пункт)
Голубцово — остановочный пункт (ранее — разъезд) Западно-Сибирской железной дороги. Находится на участке Алтайская — Артышта-II, административно — в Первомайском районе Алтайского края России. Код ЕСР 841142
Расстояние до узловых станций (в километрах): Алтайская — 30, Артышта II — 170.
При разъезде возник одноимённый населённый пункт, опустевший после 2010-х.
Грузовые и пассажирские операции не производятся.

## История
История разъезда Голубцово берет свое начало от строительства железнодорожной ветки Барнаул-Сталинск (Новокузнецк), в документах обозначенное как «строительство-62». Рабочие и строители прибывали на станцию Алтайская с осени 1940 года из Восточного Казахстана. Разъезд стал вторым строительным участком железной дороги, на котором начали впервые организовывать прорабские пункты: в Голубцово это был пункт ПЧР-2.
В Алтайской был организован 2-й строительный участок. При участке образовано четыре прорабских пункта: в Алтайской, Голубцово, Шпагино и Заринске. Именно через эти населенные пункты должна была протянуться новая дорога. Основа будущей магистрали – земляное полотно высотой от 5 до 10 метров. 
Во время войны рельсы были демонтированы и отправлены на укладку железной дороги под Курском. Позже, в 1948 году, этот отрезок железной дороги был полностью восстановлен и пущен в эксплуатацию.